# Jules Breitenstein
Jules Breitenstein (* 11. Juli 1873 in Avully; † 17. März 1936 in Cartigny) war ein Schweizer evangelischer Geistlicher, Theologe und Hochschullehrer.

## Leben

### Familie
Jules Breitenstein war der Sohn des Lehrers Jean Henri Breitenstein und dessen Ehefrau Jenny Adélaïde (geb. Gottret).
Er war ab 1897 mit Emma Suzanne (geb. Roustan) verheiratet.

### Werdegang
Jules Breitenstein studierte Theologie an der Universität Genf und schloss 1896 mit einer Dissertation über die Theorie des Fortschritts in der Soziologie von Herbert Spencer (Essai sur la théorie du progrès dans la sociologie de Herbert Spencer) ab.
Nach seiner Ordination 1897 wirkte er bis 1907 als Pfarrer an der Französischen Kirche in Strassburg. Von 1907 bis 1910 war er Pfarrer in Satigny und Professor für Neues Testament an der Fakultät für evangelische Theologie in Genf (ehemals Theologische Schule des Oratoire, die aus dem Genfer Réveil entstanden war). 1910 folgte er Ernest Martin (1849–1910) auf den Lehrstuhl für Neues Testament an der Theologischen Fakultät der Universität Genf, bis er 1930 aufgrund von Sprachverlust aus gesundheitlichen Gründen vorzeitig zurücktrat. Während des Ersten Weltkriegs war er Feldprediger des Genfer Infanterieregiments 4. Von 1919 an war er Redakteur der Semaine religieuse de Genève und folgte damit Francis Chaponnière (1842–1924).
Während seiner Amtszeit in Strassburg konfirmierte er die spätere Theologin Suzanne de Dietrich. Später in Genf half er ihr, sich in die exegetische Literatur einzuarbeiten und gab ihr auch Werke von Johannes Weisß und Adolf Deißmann.

## Ehrungen und Auszeichnungen
- Ehrenpräsident des Blauen Kreuzes von Strassburg

## Schriften (Auswahl)

### Monographien
- Essai sur la théorie du progrès dans la sociologie de Herbert Spencer. Genève: Studer, 1896.
- Méditations chrétiennes. Huit sermons prêchés à Strasbourg. Strasbourg: Librerie évangélique, 1903.
- Le devoir. Strasbourg: Librerie évangélique; Genève: H. Robert, 1904.
- Das Rätsel des Leidens. Vier Betrachtungen. Mit einem Vorwort von Otto Funcke. Strassburg: Buchhandlung der Evangelischen Gesellschaft; Basel: Finckh, 1905.
- Ils sont pleins de vin doux! Sermon. Genève: J.-H. Jeheber, 1905.
- Le problème de la souffrance. Strasbourg, Libraire évangélique, 1906.
- Semeurs! Sermon Prêché dans le Temple de Satigny le 7 Juillet 1907. Genève: H. Robert, 1907.
- Das Leben nach dem Tode. Vier Betrachtungen. Aus dem Französischen übersetzt von Franziska Kromayer. Strassburg: Buchhandlung der Evangelischen Gesellschaft, 1908.
- Jésus et Paul. Discours prononcé à la séance de rentrée de la Faculté de Théologie évangélique de Genève. Bâle: Finckh, 1908.
- Causerie sur les études bibliques. Nîmes: Imprimerie Coopérative La Laborieuse, 1914.
- La valeur du protestantisme. Lausanne: La Concorde, 1924.

### Übersetzungen
- Ida Frohnmeyer, Immanuel Benzinger: Vues et documents bibliques. Traduit très librement de l’allemand par Jules Breitenstein. Bâle: Finckh; Paris: Fischbacher, 1906.
- Ernst von Dobschütz: L’âge apostolique. Traduit de l’allemand par Jules Breitenstein et Louis Vallette. Bâle: Ernest Finckh; Paris, 1908.